# Dominic Mafham
Dominic Mafham (nacido el 11 de marzo de 1968) es un actor de teatro, cine y televisión inglés. Se formó en la Bristol Old Vic Theatre School.

## Carrera
Dominic Mafham se formó en el National Youth Theatre y luego en la Bristol Old Vic Theatre School.
Mafham comenzó su carrera en la Royal Shakespeare Company en 1990. Estuvo en el RSC durante cuatro años.
Mafham saltó a la fama por primera vez cuando interpretó al hijo emocionalmente dañado de Nigel Hawthorne, Daniel Pascoe, en The Fragile Heart de Paula Milne. El drama se proyectó en Channel 4 del Reino Unido en 1996. Ganó el premio BAFTA de 1997 para Nigel Hawthorne como Mejor Actor, y fue nominado a varios premios, incluido el de Mejor Serie Dramática. También fue nominado a los premios de la Royal Television Society de ese año.
Mafham interpretó al personaje central, un asesino de alta tecnología en los Alpes suizos aquejado de conciencia, en la primera película de Duncan Jones, Whistle. La película obtuvo seguidores de culto después de proyectarse en varios festivales de cine internacionales y finalmente ganó una audiencia más amplia cuando se incluyó en el DVD del primer largometraje de Jones, Moon.
Mafham interpretó a Mortimer Lightwood en la adaptación de la BBC de 1998 de Our Mutual Friend de Charles Dickens. Gran parte de la historia se ve desde la perspectiva de Mortimer. Our Mutual Friend fue aclamado en todo el mundo y ganó cuatro premios BAFTA, incluido el de Mejor Serie. Fue nominada a cuatro premios BAFTA más, así como a premios de la Royal Television Society, el Broadcasting Press Guild y el Festival Internacional de Cine de San Francisco. En 1999 interpretó a Grahame Tranter en el episodio "Death of a Stranger" de Midsomer Murders.
Desde entonces, Mafham ha aparecido en más de 60 producciones, incluidas las películas El paciente inglés y Shooting Fish, y el drama médico de ITV Always and Everyone (A&E). Interpretó al asesino en el primer episodio de Foyle's War, al hermano errante de Stephen Fry, Simon Kingdom en Kingdom, y al Dr. Richard Channing en el drama de la BBC sobre la Segunda Guerra Mundial, Land Girls. También apareció en dos episodios de Lewis y protagonizó The Clinic. Apareció en Midsomer Murders “Not in My Backyard” como James Otley en 2011.
Sus apariciones televisivas más recientes incluyen el episodio inicial de la segunda temporada del drama de la BBC The Musketeers, interpretando al General De Foix; un episodio de la serie de la BBC New Tricks, interpretando a un ministro conservador sospechoso de asesinato; y Humans en Channel 4 y AMC, como el personaje recurrente del superintendente jefe Shaw.
Sus largometrajes más recientes incluyen el papel del Dr. Wangel en Heart of Lightness, una película dirigida por Jan Vardøen ambientada en el Ártico de Noruega y basada en la obra de Henrik Ibsen The Lady From The Sea. Interpretó a Sir Horsa en Dragonheart, Druid's Curse, la tercera de la serie Dragonheart de Universal Studios, dirigida por Colin Teague; y Guy 'Bullet Face' Bidwell en Sniper: Legacy, una película de Sony Pictures con Tom Berenger y Dennis Haysbert, dirigida por Don Michael Paul. Mafham regresó como Bidwell en la siguiente entrega de la serie de películas Sniper estrenada en 2016.
En febrero de 2016 apareció en la serie de televisión de la BBC Padre Brown como Sir Malcolm Braithwaite en el episodio 4.6, "The Rod of Asclepius".
Mafham apareció como Jerry Waldegrave, protagonista invitado, en la nueva serie de televisión de HBO/BBC Strike, basada en las novelas de detectives de J. K. Rowling.
Interpretó a Polonio en la película Ophelia de Claire McCarthy. La película está protagonizada por Daisy Ridley, Naomi Watts, Clive Owen, George MacKay y Tom Felton.
Mafham apareció en la tercera temporada de Killing Eve interpretando a Charles Kruger, el contador de Los Doce.
El 17 de noviembre de 2021 se anunció que Mafham estaba filmando Golda, protagonizada por Helen Mirren. Dirige el ganador del Oscar Guy Nattiv. Mafham interpreta a Jaim Bar-Lev, el general responsable del frente sur en la guerra de Yom Kippur de 1973.

## The Clinic
The Clinic es un drama de domingo por la noche en horario estelar ganador de múltiples premios para RTÉ en Irlanda. Se ha vendido en todo el mundo. Se emitió durante siete temporadas entre 2003 y 2009, consiguiendo regularmente una cuota de audiencia superior al 40%. El programa fue ampliamente elogiado en los medios. Mafham interpretó al cirujano plástico británico Dan Woodhouse, mujeriego, intrigante y manipulador. Apareció en todos los episodios.

## Teatro y otros trabajos
Desde febrero de 2011, Mafham interpretó a Osborne, con gran éxito de crítica, en la gira nacional de 2011 de la galardonada producción de David Grindley de RC Sherriff's Journey's End. La producción se trasladó al Duke of York's Theatre en el West End en julio de 2011. Mafham recibió una nominación al premio al Mejor Actor de Reparto.
En la primavera de 2015, Mafham interpretó a Antonio en El mercader de Venecia en el Shakespeare's Globe Theatre. Jonathan Pryce interpretó a Shylock. La producción fue revivida para una gira importante en 2016, visitando Nueva York, Washington y Chicago en los EE. UU. y varias ciudades de China antes de regresar al Shakespeare's Globe en octubre y culminar con una presentación en Venecia en el Teatro Goldoni. La producción recibió excelentes críticas.
En otoño de 2017, Mafham apareció en El rey Lear (como Albany), en el Chichester Festival Theatre. Ian McKellen interpretó a Lear y presentó a Sinéad Cusack como una Kent femenina. La producción se trasladó al West End en 2018.
En octubre de 2011, Mafham participó en el evento inaugural del nuevo Bush Theatre Sixty-Six Books, en una obra a dos manos de Jack Thorne basada en el Libro de Daniel. El título de la obra era James Oliver y la protagonizó junto a Miranda Raison.
Mafham apareció como un chef famoso en la serie de televisión The Restaurant. Su menú obtuvo cuatro de cinco estrellas.
En febrero de 2010, Mafham presentó como invitado The Afternoon Show, el programa diurno insignia de la televisión RTÉ.
Mafham ha sido la voz de la campaña televisiva de World Vision UK durante varios años y es un locutor muy utilizado. Ha grabado varios libros para Audible.
El 6 de junio de 2014, Mafham participó en el concierto del 70 aniversario del BBC Radio 2 D Day en el Royal Albert Hall. El concierto se transmitió en vivo por Radio 2 y en más de 150 cines de todo el Reino Unido. El evento fue presentado por Dermot O'Leary, Jeremy Vine y Louise Minchin. Sir Patrick Stewart leyó aChurchill.
Mafham apareció en la obra Linda, escrita por Penelope Skinner y dirigida por Michael Longhurst, que se estrenó el 26 de noviembre de 2015 en el Royal Court Theatre de Londres. Interpretó a Neil, el marido de Linda, interpretado por Noma Dumezweni, quien reemplazó a Kim Cattrall después de que ella dejó la producción en la última semana de ensayos, citando "órdenes del médico".

## Radio
Mafham ha aparecido en varias obras de radio, incluida la producción de Hamlet de la BBC Millennium Shakespeare, interpretando a Laertes. Interpretó a Ethan Frome en la adaptación de BBC Radio 4 de la novela homónima de Edith Wharton; Hugh Cazalet en la gigantesca serialización de la saga de tiempos de guerra de Elizabeth Jane Howard, The Cazalets; el duque de Buckingham en las dramatizaciones de Los Estuardo, y más recientemente Geoffrey Marshall, propietario de una fábrica en Tyneside, en la serie Home Front de Radio 4.
También ha contribuido dos veces al programa Words and Music de BBC Radio 3, la más reciente en agosto de 2021 en el episodio titulado 'The Dance'.

## Doctor Who
Mafham apareció en la aventura de audio Companion Chronicle de Big Finish, The Jigsaw War, que era un juego de dos manos con Frazer Hines. Apareció en las aventuras del cuarto Doctor con Tom Baker, The Dalek Contract y The Final Phase, en junio y julio de 2013.